# Onoba josae
Onoba josae é uma espécie de molusco pertencente à família Rissoidae.
A autoridade científica da espécie é Moolenbeek & Hoenselaar, tendo sido descrita no ano de 1987.
Trata-se de uma espécie presente no território português, incluindo a zona económica exclusiva.